# Cirié
Cirié là một đô thị ở tỉnh Torino trong vùng Piedmont, có vị trí cách khoảng 20 km về phía tây bắc của Torino, nước Ý.
Cirié giáp các đô thị: Nole, San Carlo Canavese, San Maurizio Canavese, và Robassomero.